# Pesni ognjenih let
Pesni ognjenih let (ruski: Песни огненных лет) sovjetski je glazbeni crtani film iz 1971. godine.

## Sažetak
Na početku crtanog filma nalazi se posveta „Slavnoj sovjetskoj armiji posvećeno” (ruski: Славной Советской Армии посвящается).
Film čine animirani prikazi varijacija popularnih sovjetskih pjesma iz Ruskog građanskog rata i sovjetskih pjesama o Ruskom građanskom ratu. Među tim pjesmama su: Tačanka (ruski: Тачанка), Tam, vdali za rekoj (ruski: Там, вдали за рекой), Ešelonaja (ruski: Эшелонная) i Krasnaja Armija vseh siljnej (ruski: Красная Армия всех сильней). U odjavnoj špici čuje se pjesma Poljuško-pole (ruski: Полюшко-поле).

## Autori
| Scenaristi                                             | Inessa Aleksejevna Kovalevskaja, Irina Nikandrovna Krjakova                            |
| Skladatelji                                            | Vladimir Ivanovič Krivicov, Jevgenij Mihajlovič Botjarov                               |
| Režiser                                                | Inessa Aleksejevna Kovalevskaja                                                        |
| Umjetnički direktor                                    | Iljdar Bakijevič Urmanče                                                               |
| Animatori                                              | Vitali Kirilovič Bobrov, Oleg Aleksandrovič Safronov, Svetlana Feodosjevna Skrebnjovna |
| Operator                                               | Jelena Nikolajevna Petrova                                                             |
| Inženjer zvuka                                         | Vladimir Nikolajevič Kutuzov                                                           |
| Redaktor                                               | Arkadi Georgijevič Snesarev                                                            |
| Montažer                                               | Izabela Gerasimova                                                                     |
| Interpretatori                                         | Oljga Viktorovna Sorokina, Ljudmila Vasiljevna Belobragina, Ansambl Aleksandrov        |
| Državni simfonijski orkestar kinematografije, dirigent | Emin Levonovič Hačaturjan                                                              |

## Vanjske poveznice
- Pesni ognjenih let, IMDb
- Pesni ognjenih let, BCDB
- Pesni ognjenih let, Animator.ru
- Pesni ognjenih let, Kinopoisk.ru